# ロースター (NBA)
NBAにおけるロースター（英: Roster）とは、チームの公式戦に出場できる資格を持つ選手枠のこと。単に「ロースター」と言った場合は通常、故障者を含むインアクティブ（英: inactive）と呼ばれ一時的に試合出場停止となっている選手も含まれる。これらの選手を除いた、実際に試合でプレー可能な選手枠はアクティブ・ロースター（英: active roster）と呼ばれる。

## 概要
チームはロースターに最大15名登録が可能で、アクティブ・ロースターには最大13名を登録できる。すべての試合で、アクティブ・ロースターの内、最低8名はユニフォーム着用の必要がある。アクティブ以外のロースターは故障者を含めインアクテブと呼ばれ、試合に出場できない。 2017年までは、チームは最低13名 (12名のアクティブに加え1名のインアクティブ)の選手を帯同させる必要がある一方、リーグは全体平均としてチームあたり14名以上を確保することを求めており、平均に達しない場合は、チームに課徴金を課していたが、2017年CBAでは、最少ロースターは14人となり、更に2シーズン続けて、シーズン平均が14.5人を下回った場合、翌シーズン開幕時の最少ロースターは15人となる。

### 最少ロースター
- 14人のロースター。2017-2018シーズンから、チームは限られた期間内、選手の登録を少なくできるという制限のもとで、14人の選手をロースターに登録しておく必要がある（2011年のCBAで、2016-2017シーズンまでは、各チームは、シーズン中、最低13人の選手をロースターとして保有する必要があった）。

- 潜在的な15人の昇格プレーヤー。  2017-2018シーズンから、リーグの連続2シーズンで（双方向プレーヤーを除く）平均14.5人以下のロースターとなった場合、そのチームは、次シーズンの開幕ロースターで、15人のプレイヤーを揃えるよう要求される。

### インアクティブ・リスト (inactive list)
チームはインアクティブリストに最低1名、最大3名を登録でき、2週間にわたって1回、0にまで減らすことができる。インアクティブリストは試合開始の60分前までにオフィシャル・スコアラーに報告することで変更が可能である。インアクティブとなったプレーヤーは、1試合でアクティブに戻ることができる。Dリーグにアサインされた選手は、自動的にインアクティブとなる。

### 故障者特例(Hardship Exception)
チームロースターに、4名以上の故障者が出た場合、ロースターに16人目のプレーヤーを加えることが許される。

## プレーヤーの開発と適格性

### 双方向プレーヤー(two-way player)契約

#### 双方向契約
NBA各チームは、「双方向契約」の下に、最高2名の選手を支配下に置くことができる。「双方向プレーヤー」は、主にNBAチームの提携しているGリーグチームに所属し、Gリーグトレーニングキャンプの開始前（NBAトレーニングキャンプ中を含む）およびGリーグレギュラーシーズンの終了後、NBAのレギュラーシーズン中に最大45日まで、NBAチームの選手のアクティブまたはインアクティブリストに加えることができる。

#### 排他的権利
双方向契約の期間中、双方向プレーヤーは現在のチームとのみ標準的なNBA契約に署名する資格がある。

#### 変換"する権利
双方向プレーヤーのチームは、任期中の双方向契約をプレーヤーの最低最低給与と同じ期間で標準NBA契約に「変換」する権利を有する。

#### 移行ルール
すべてのNBAチームがGリーグチームと1対1で提携するまでは、Gリーグチームとの1対1の提携関係を持たないNBAチームには、現在の「柔軟な割り当て」プロセスと同様のプロセスを使用して、署名された双方向プレーヤーのGリーグでの配置を決定する。

### 元所属選手のためのキャリア支援
リーグのオフィスとGリーグのチームコーチングスタッフとの間で、Gリーグの見習いプログラムが確立され、元NBA選手のためのビジネスとバスケットボールの運営トレーニングが行われます。さらに、Gリーグのアシスタントコーチプログラムが、旧NBA選手のための追加のコーチングトレーニングと経験を提供するために設立される予定である。